# تزامن الحيض

تشكيل خيطي للمرأة تصور "دم الحيض لثلاث نساء"، توضح الأساطير القبلية لشعب يولنغو لمزامنة الحيض

تزامن الحيض أو تزامن الطمث أو توافق الحيض، أيضاً يدعى بـ "تأثير مكلينتوك"، هي عملية تبدأ فيها النساء اللاتي يعشن في حيز مكاني مقرب بدء الدورة الشهرية في وقت متزامن معاً عكس عيشهم متفرقات في السابق. على سبيل المثال: بداية الحيض لدى سبع نساء من عاملات الإنقاذ في بداية الصيف كان متباعداً، لكن بعد ثلاث أشهر من العيش معاً، تزامن الحيض لدى السبع نساء في خلال فترة زمنية لا تتجاوز الأربعة أيام.
نشرت «مارثا مكلينتوك» في مجلة «الطبيعة» بحثاً   تقول فيه أن تزامن الدورة الشهرية لدى النساء يحدث عندما يتقارب موعد الدورة الشهرية لدى امرأتين أو أكثر بالمقارنة ببضعة شهور سابقة.
فيما بعد تم نشر بعض الدراسات التي أوضحت بعض الأخطاء المنهجية في البحوث التي تداولت توافق الحيض من ضمنها دراسة مكلينتوك. بالإضافة إلى ذلك، نُشرت بعض الدراسات التي فشلت في إيجاد توافق في الحيض.
وقد تلقت طرق البحث أيضاً بعض الانتقادات العلمية. في 2013 تلخصت أحد المراجعات إلى احتمالية عدم وجود توافق حيضي.

## نظرة عامة

### الدراسة الأصلية من قبل مارثا مكلينتوك
نشرت مارثا مكلينتوك أوّل دراسة حول تزامن الحيض بين النساء اللواتي يعشن مع بعضهن في مهاجع في كلية ويلسلي، في ولاية ماساتشوستس، الولايات المتحدة.

### الأسباب المقترحة
افترضت مكلينتوك أن الفيرمونات قد تسبب تزامنًا الدورة الطمثية، لكن اقتُرحت آليات أخرى، أكثرها شهرة هي حدوث التزامن بالتوافق مع المراحل القمرية.

### الجهود التي بُذلت لتكرار نتائج مكلينتوك
لا يوجد دليل علمي يدعم الفرضية القمرية، وكانت هناك شكوك حول فرضة الآليات الفرمونية. وبعد ظهور الدراسات حول التزامن الحيضي في الأدبيات العلمية، بدأ باحثون آخرون بتقديم تقارير عن عدم وجود تزامن حيضي.
وتُبعت هذه الدراسات بإصدار مقالات نقديّة حول الطرق المُستخدمة في الدراسات الأوليّة، والتي ناقشت بأن التحيّزات في الطرق المستخدمة أدت إلى ظهور التزامن الحيضي كنتيجة خادعة.

### الاصطلاح
وُصف مصطلح التزامن بأنه مضلّل؛ بسبب عدم وجود أيّ دراسة على الإطلاق قد وجدت توافقًا صارمًا، ومع ذلك يُستخدم التزامن الحيضي للإشارة إلى ظاهرة تبدأ فيها الدورات الحيضية بأن تصبح أقرب إلى بعضها البعض مع مرور الوقت.

### حالة النظرية
خَلُص هاريس وفيتزوم في دراسة منهجية مؤخّرة على التزامن الحيضي بأنه في ضوء عدم وجود أدلّة تجريبية على التزامن الحيضي يجب أن يكون الشك أكبر من القبول فيما يخصّها. قد تكون تجربة التزامن نتيجة للحقيقة الرياضية بأن الدورات الحيضية تختلف في ترددات تقاربها، وتباعدها بشكل متكرر مع مرور الوقت، ولا علاقة للتزامن بالموضوع.

### وجهة النظر التطورية
تنقسم آراء الباحثين حول كون تزامن دورة الطمث تكيّفًا، حيث اقترحت ماكلينتوك - McClintock أن تزامن الطمث مجرد ظاهرة عارضة دون أي وظائف بيولوجية.
ومن بين الآراء المؤيدة لكون التزامن أحد مظاهر التكيّف يشير أحدها لأن تلك الظاهرة هي جزأ من ظاهرة أخرى أكبر كتزامن دورة التزاوج – Reproductive synchrony والتي تُعدّ شائعة بين الحيوانات البرية. سواء كانت دورات التزاوج سنوية أو قمرية أو تابعة للفصول أو حركات المد والجزر فتزامن دورة التزاوج طريقة شائعة تستخدمها الإناث لزيادة أعداد الذكور المشارِكة في التزاوج في بيئتها.
على النقيض يشير أحد الآراء لأن وجود أعداد أكبر من الإناث يزيد المنافسة على انتقاء أفضل الذكور وبالتالي تصبح المنافسة أكثر استهلاكًا للمجهود البدني، وفي هذه الحالة فإن الانتخاب لا يُفضل تزامن الطمث.
تم كذلك تحليل تأثير الاختلافات المناخية على تكاثر سلالات إنسان النياندرتال – Homo neanderthalensis وسلالات إنسان الهومو سبيان الحالية - Homo sapiens  ومقارنتها طبقًا لتلك المعطيات.
يضاف إلى ذلك فرضية فان أرسدال – Van Arsdale وتايلر – Tyler بأن تزامن دورات الطمث يسمح بتزامن الولادة مما يتيح الغذاء للأبناء في حالة وفاة الأمهات في المجتمعات القَبلية، فذلك يسمح للأطفال بالحصول على لبن الرضاعة من أمهات حاضنة في حالة وفاة الأم الأولى مما يرفع فرص نجاة هؤلاء الأطفال.
بالرجوع للأسس التطورية يمكن القول بأن الترتيب ضمن الجماعات أحد طرق التكيف، تزامن دورة التزاوج لا يسمح لذكور الرئيسيات بالاستحواذ على أكبر عدد من الإناث بسهولة.

### اهتمام وسائل الإعلام
حظيت مسألة تزامن الدورات الطمثية للواتي يعشن معًا باهتمام وسائل الإعلام الشعبية.

### الأسطورة التقليدية والطقوس الخاصّة

امرأتان ترقصان. مأخوذة عن نقش صخري من نهر يول الأعلى في منطقة بيلبرا غربي أستراليا.

فكرة تناغم الحيض مع إيقاعات كونية واسعة هي أحد أكثر الأفكار الهامة التي تشكل جوهرًا لأساطير، وطقوس المجتمعات التقليدية في جميع أنحاء العالم.
«صُنعت السلسلة في البداية من قبل الأختان واواليك، وموداوا بالقرب من خليج بوكينغهام، جلست الأختان، ونظرتا إلى بعضهما البعض، وكانت قدماهما، وساقاهما متباعدتين، من ثم حاضتا، وصنعت كلّ واحدة منهما بدم حيض الأخرى حلقة، وبعد ذلك وضعتا الحلقتان حول عنقهما».
يعتقد شعب الكونغ وهم تجمع صيادين من كالاهاري بأنه في حال شاهدت امرأة آثارًا من دم حيض امرأة أخرى على ساقها، أو حتى لو قيل لها إن امرأة أخرى بدأ الحيض عندها، سيبدأ الحيض لدى الأخرى أيضًا.
عند مجموعات اليورك في شمال غرب كاليفورنيا ووفقًا لإحدى الدراسات العرقية «كل النساء الخصبات اللواتي في نفس المنزل ولسن حوامل يحضن في نفس الوقت».

## التفاصيل العلمية
ظاهرة تزامن الحيض هي التقارب في وقت حدوث الدورة الشهرية لامرأتين، أو أكثر. كانت مارثا مكليونتك طالبة جامعية عندما نشرت أول دراسة لها حول التزامن الحيضي، وتضمّن تقريرها تفاصيل التزامن الحيضي لطالبات جامعيات يعشن في مهجع في كلية ويلسلي، ومنذ ذلك الحين كانت هناك محاولات لأبحاث مشابهة لبحثها من أجل الحصول على نفس النتائج، وتحديد الحالات التي يحدث فيها التزامن في حال وجوده، وتلا عملها دراسات أبلغت عن وجود تزامن حيضي، ودراسات أخرى فشلت في إيجاد تزامن حيضي.
وهكذا نشرت عدد من الدراسات من ثمانينيات القرن الماضي حتى بداية هذا القرن حاولت تكرار التزامن الحيضي عند طالبات الجامعة، وتحديد الحالات التي يحدث خلالها التزامن، ومعالجة القضايا المنهجية التي أثيرت عند نشر هذه الدراسات.

### دراسات

#### دراسات سبعينيات القرن العشرين
في دراسة مكليونتك التي بدأت في شهر أكتوبر كان متوسط الفرق في بداية الدورة حوالي 6.5 يوم، وفي نهاية هذه الدراسة انخفض المتوسط حوالي يومين.
تألّفت دراسة مكليونتك من 135 طالبة جامعية تتراوح أعمارهن من 17 حتى 22 عامًا، وكان الجميع يعشن في مهجع واحد يضم أربعة أروقة رئيسية، وسُئلت النساء عن تفاصيل بدء دوراتهن الحيضية، وسئلن أيضًا عن أقرب الأشخاص إليهن في المهجع، وعن عدد المرات التي يتقاربون بها مع الذكور خلال الأسبوع الواحد.
وبحسب هذه البيانات وزّعت مكلينتوك البعض في غرف تحوي أزواجًا من أصدقاء مقربين، أو زملاء غرفة، والبعض الآخر في غرف تحوي مجموعات من الأصدقاء تتضمن بين 5 إلى 10 نساء، وكتبت في تقريرها إنها وجدت تزامنًا هامًا إحصائيًا لكل من الذين فرزتهم بشكل أزواج، أو بشكل مجموعات، وذكرت أنه كلما زاد تقارب النساء من الذكور كانت دوراتهن الشهرية أقصر.
توقعت أن يكون سبب ذلك هو تأثير الفرمونات الذي يوازي ما يُعرَف بالتأثير الأبيض عند الفئران، لكنها لم تستطع تفسير التزامن الحيضي عند النساء من خلاله، في النهاية توقعت أن تكون هناك آلية فرمونية للتزامن الحيضي شبيهة بتأثير لي بوت عند الفئران.

#### دراسات ثمانينيات القرن العشرين
كان غراهام وماكغرو أوّل باحثين حاولا تكرار دراسة مكلينتوك، كانت الدراسة على 79 امرأة تعيش في قاعات سكنية، أو شقق في حرم إحدى جامعات اسكتلندا، وكانت النساء بعمر بين 17 حتى 21 سنة، وكانت الإجراءات المتبعة مشابهة للتي استخدمتها دراسة مكلينتوك، وكان تقريرهم مشابهًا لما وجدته مكلينتوك عند الأصدقاء المقربين، لكن الجيران لم يتزامنوا، وعلى عكس ما وجدته مكلينتوك، فلم تتزامن دورات الأصدقاء الموضوعين في مجموعات. واعتبروا أن الآلية الفرمونية تفسير محتمل، لكنهم لاحظوا أنه لو كانت الفرمونات هي السبب فيجب أن تتزامن الدورات عند الجيران أيضًا، وخلصوا إلى أن آلية التزامن غير معروفة، لكن قد يلعب الارتباط العاطفي دورًا في ذلك.
أجرى كوادانغو وآخرون الدراسة الثانية التي كرّرت دراسة مكلينتوك، أجريت دراستهم على 85 طالبة جامعية يعشن في بيوت، وشقق ملحقة بجامعة كبيرة في الغرب الأوسط في الولايات المتحدة، ولاحظوا حدوث تزامن حيضي، وخلصوا إلى أنه قد يكون للفيرمونات دور في التزامن.
من ثم كانت دراسة جاريت هي الثالثة التي حاولت تكرار دراسة مكلينتوك الأصلية، وخلصت إلى عدم ملاحظة حدوث تزامن حيضي بين مجموعة النساء التي أجريت عليها الدراسة (كانت الدراسة على 44 طالبة جامعية).

#### دراسات تسعينيات القرن العشرين
أجرى ويلسون، وكيفهاب، وغرافيل دراستين على طالبات جامعيات، ولم يكتفوا فقط بالحصول على مواعيد ظهور الحيض، وتذكير الطالبات به، بل كان أحد الباحثين يزورهن بشكل منتظم، ويسجّل بياناتهن وسيرهن الذاتية، وفي الدراسة الثانية درسوا أيضًا الحالة النفسيّة للطالبات، ولم يعثروا في كلا الدراستين على وجود تزامن حيضي، حتى بعد استبعادهم النساء اللواتي لديهن دورات غير منتظمة.
أجرى تريفثان وبورليسون وغريغوري دراسة على 29 زوجًا من المثليات بأعمار بين 22 إلى 48، ولم يجدوا دليلًا على التزامن.
في مراجعة منهجية نشرت بشكل مقالة في عام 1997 أعيدت صياغة المنهج الذي يجب أن يُتخذ في الدراسة من أجل التعامل الأفضل مع مشكلة التقلّبات التي تحدث في الدورة، وخلصوا إلى أنهم يجب أن يقيسوا عدّة دورات حيضية لكل امرأة في الدراسة، وتوضع النساء ذوات أطول متوسط لطول الدورة بأزواج، أو مجموعات، وبذلك انقسمت أبحاثهم ما بين الأبحاث قبل عام 1997، والأبحاث التي تلت عام 1997.

#### الدراسات في بداية هذا القرن
انخفض إجراء الأبحاث على التزامن الحيضي بعد الانتقادات المنشورة في التسعينيات، وبدايات هذا القرن، وقد دَمجت الدراستان اللتان أجريتا خلال هذا العقد التعقيبات المنهجية في تصميمهم، واستخدمتا أساليب إحصائية أفضل.
أجرى يانغ وشانك أكبر دراسة حتى الآن على 186 من طالبات جامعة صينيات، كان 93 منهن يعشن في 13 غرفة نوم، 5 إلى 8 نساء في الغرفة، و99 امرأة تعشن في 16 غرفة نوم، وكان لديهن بذلك 29 مجموعة من النساء، أعطيت النساء دفاتر لتسجيل بداية كل دورة من دوراتهن، وجمعت البيانات لأكثر من سنة كاملة لمعظم النساء.
وجدوا أنه في 9 من المجموعات الـ 29 التقت دورات النساء لمرة واحدة بالصدفة، لكنها تباينت مرة أخرى، وبعد المزيد من التحليلات وجدوا أن 10 من 29 مجموعة من النساء سيحدث عندهن نمط من التقارب يليه الاختلاف في الدورات الحيضية، وهو شيء يمكن أن يحدث بالصدفة، وخلصوا إلى عدم وجود دليل على التزامن الحيضي عند النساء في هذه الدراسة.

## روابط خارجية
- The story of menstrual synchrony and suppression
- The Claim: Menstrual Cycles Can Synchronize Over Time – New York Times, February 5, 2008
- Dr. Harriet Hall, Menstrual Synchrony: Do Girls Who Go Together Flow Together? Science-Based Medicine, September 6, 2011
- Passer et al.,  "Psychology: Frontiers and Applications, 4th Canadian Edition", 2010